# 魂のジュリエッタ
『魂のジュリエッタ』（たましいのジュリエッタ、伊: Giulietta degli spiriti）は、1965年公開のイタリア=フランス合作のファンタジー・コメディ・ドラマ映画。監督・脚本はフェデリコ・フェリーニ。主演は ジュリエッタ・マシーナ、サンドラ・ミーロ、マリオ・ピス、ヴァレンティナ・コルテーゼ。夫の浮気に悩むヒロインが現実と夢の世界を行き来した末に心の安らぎを得る、という内容。「戯画的な描写や夢のシーンは心象風景を表現するために」使われた。フェリーニ初のカラー映画。1966年、ゴールデングローブ賞最優秀外国語映画賞受賞。

## あらすじ
結婚15周年目を迎えたジュリエット。二人だけで祝うつもりが夫は友人たちを引き連れて帰ってくる。その日からジュリエッタは過去の記憶を白昼夢として見るようになる。
そんなある晩、隣に寝ていた夫ジョルジオが寝言で「ガブリエッラ」という知らない女の名前を口にする。翌朝、ジュリエッタが問い詰めても夫は知らないととぼける。
不安を抱えたまま、友人に誘われて神秘主義の集まりに参加し、不思議な体験をする。以降、ジュリエッタは現実と夢の世界を行き来する。
興信所に夫の調査を依頼した結果、夫の浮気が真実だとわかり、ジュリエッタはショックを受ける。友人に相談すると、自分も浮気したらいいと美少年を紹介されるが、子供の頃に見た炎に焼かれる天使像のイメージが浮かんで逃げて帰る。思い切ってガブリエッラの家に行くが相手は留守。夫に直接問いただすこともできず、今まで以上に幻覚に苛まれる。追い詰められるジュリエッタだが、壁の向こうに自分らしさを見つけ、ようやく心の平安を得る。
ラストは、家を出たジュリエットがひとり森に向かって歩き出すところで終わる。その意味について、監督のフェリーニはヒロインが自由を得たのだとしているが、ジュリエッタ役でフェリーニの妻であるマシーナは、夫に見捨てられひとりぼっちになったのだと異論を唱えている。

## キャスト
※括弧内は日本語吹替（初回放送1972年6月19日『月曜ロードショー』）
- ジュリエッタ・ボルドリーニ：ジュリエッタ・マシーナ（中西妙子）
- スージー/イリス/ファニー：サンドラ・ミーロ（イタリア語版）
- ジョルジオ（ジュリエッタの夫）：マリオ・ピス（英語版）（山内雅人）
- ヴァレンティナ：ヴァレンティナ・コルテーゼ
- ピジマ：ヴァレスカ・ゲルト
- ジョルジオの友人：ホセ・ルイ・ド・ビラロンガ （英語版）
- 霊媒：フリードリッヒ・フォン・レデブール（英語版）
- ジュリエッタの母：カテリーナ・ボラット（イタリア語版）
- エリザベッタ：ミレーナ・ヴコティッチ
- シルヴァ：シルヴァ・コシナ

## 制作
ロケ地はイタリアのフレジェネ。スタジオはローマのサファ・パラティーノ撮影所とチネチッタ撮影所。
音楽はフェリーニと長年コンビを組むニーノ・ロータ。本作では『8 1/2』と同じサーカスのテーマ、使用した楽器はオルガン、カクテル・ピアノ、ギター、サクソフォーンと、ジュリエッタの気持ちを表現するヴォカリーズ。

## 受賞
- 1965 ニューヨーク映画批評家協会賞 最優秀外国国語映画賞
- 1966 ダヴィッド・ディ・ドナテッロ賞 最優秀女優賞（ジュリエッタ・マシーナ）
- 1966 ゴールデングローブ賞 最優秀外国語映画賞
- 1966 ナストロ・ダルジェント賞 最優秀美術賞（ピエロ・ゲラルディ （イタリア語版））、最優秀助演女優賞（サンドラ・ミーロ）
- 1966 ナショナル・ボード・オブ・レビュー 最優秀外国語映画賞、トップ10
- 1967 カンザスシティ映画批評家協会 最優秀監督賞（フェデリコ・フェリーニ）
- 1967 サン・ジョルディ賞（英語版） 最優秀外国語賞[8]

## 評価
2001年のリバイバル上映の際、『ニューヨーク・タイムズ』紙のスティーヴン・ホールデンは「トラブルを抱える女性心理をガラス越しに見たひと繋がりの陽気なタブローとして描くことに、フェリーニは色彩をふんだんに、きらびやかに使うことに熱中した」と評した

### 日本語訳
- 『魂のジュリエッタ』柱本元彦訳、青土社、1994年。ISBN 4-7917-5356-9